# Show Court Arena
Die Show Court Arena (durch Sponsoringvertrag offiziell Kia Arena) ist ein Tennisstadion in der australischen Millionenstadt Melbourne, Hauptstadt des Bundesstaats Victoria. Die Arena gehört zum Melbourne Park im Melbourne Sports and Entertainment Precinct. Es ist mit 5.000 Plätzen, nach der Rod Laver Arena, der John Cain Arena und der Margaret Court Arena (alle drei mit schließbarem Dach), die viertgrößte Tennisarena im Melbourne Park. Auf der Anlage finden jährlich im Januar die Australian Open statt.

## Geschichte
Im April 2017 kündigte die Regierung des Bundesstaates Victoria an, mit der dritten und letzten Phase der Sanierung des Melbourne Parks fortzufahren. Ein Bestandteil dieser Phase, die insgesamt 271,5 Mio. US-Dollar kosten sollte, war die Errichtung der Show Court Arena. Anfang April 2019 begann man damit die alten Tennisplätze zu entfernen, um Platz für das neue Stadion zu machen. Die Arena liegt zwischen der Rod Laver Arena und der John Cain Arena und wurde am 20. November 2021 eingeweiht.

### Name
In der Planungs- und Bauphase trug der Neubau von offizieller Seite (Development Victoria) die Bezeichnung Show Court Arena. Im Januar 2021 wurde bekannt, dass die Turnierverantwortlichen und der Hauptsponsor der Australian Open, Kia Motors, einen mehrjährigen Sponsoringvertrag abgeschlossen haben. Seitdem trägt das Tennisstadion den Namen Kia Arena.